# Rainer Stadelmann
Rainer Stadelmann (* 24. Oktober 1933 in Oettingen, Bayern; † 14. Januar 2019) war ein deutscher Ägyptologe.

## Leben
Nach seinem Abitur in Neuburg an der Donau im Jahr 1953 studierte Stadelmann Ägyptologie, Altorientalistik und Archäologie an der Universität München. In den Jahren 1955 und 1956 nahm er vier Monate an den Ausgrabungen am Sonnenheiligtum des Userkaf in Abusir teil. Im Sommer 1957 setzte er sein Studium an der Universität Heidelberg fort und wurde 1960 in Ägyptologie über Syrisch-Palästinensische Gottheiten in Ägypten promoviert. Bis 1967 war er wissenschaftlicher Assistent in Heidelberg und habilitierte sich 1968 dort. Ab 1968 war Rainer Stadelmann wissenschaftlicher Direktor an der Abteilung Kairo des Deutschen Archäologischen Instituts, von 1989 bis zu seinem Ruhestand 1998 war er dessen Erster Direktor. An der Universität Heidelberg war er ab 1975 Honorarprofessor.
Rainer Stadelmann nahm an zahlreichen Grabungen teil, so in Elephantine, Theben und Dahschur. Er war korrespondierendes Mitglied der Académie des Inscriptions et Belles-Lettres.
Stadelmann war mit der Ägyptologin Hourig Sourouzian verheiratet.
Für seine Verdienste wurde Stadelmann neben dem deutschen Bundesverdienstkreuz  auch mit dem ägyptischen Pendant (order of the Republic of Egypt) sowie der ägyptischen Hathor-Medaille ausgezeichnet.

## Schriften (Auswahl)
- Syrisch-palästinensische Gottheiten in Ägypten (= Probleme der Ägyptologie. Band 5). Brill, Leiden 1967 (Dissertation Heidelberg 1960).
- Die ägyptischen Pyramiden. Vom Ziegelbau zum Weltwunder (= Kulturgeschichte der Antiken Welt. Band 30). Philipp von Zabern, Mainz 1985; 2. Auflage 1991, ISBN 3-8053-1142-7.
- Die grossen Pyramiden von Giza. Akademische Druck- und Verlags-Anstalt, Graz 1990, ISBN 3-201-01480-X.